# Julia Higgins
Julia Higgins (apellido de soltera Downes) (1 de julio de 1942 (82 años) es una química y física británica especialista en ciencia y tecnología de polímeros.
Realizó sus estudios en el Somerville College, Universidad de Oxford, Julia trabajó en el Instituto Laue-Langevin antes de ingresar nombrada profesora de ciencia de polímeros al Imperial College. Allí originó importantes investigaciones sobre el comportamiento de los polímeros mediante la aplicación de técnicas de dispersión de neutrones.
Higgins fue decana de la Facultad de Ingeniería del Imperial College. Así, desarrolló muchos proyectos para apoyar el papel de las mujeres en la ciencia

## Honores
- 2006: premio Holweck[9]
- presidenta del Consejo Científico Internacional de la Escuela Superior de Física y de Química Industriales de París (ESPCI ParisTech).[10]
- 2000: recibe un doctorado honorario por la Universidad Heriot-Watt.[11]

### Membresías
- National Academy of Engineering.[12]
- Royal Society, y de 2001 a 2006 vicepresidenta.[13]
- 2001: nombrada a la dignidad de Dama del Imperio Británico.[14]
- 2003: Caballero de la Legión de honor.
- 25 de marzo de 2010: la UKRC anuncia a la profesora Higgins como una de las seis Mujeres con logros excepcionales en Ciencias, Ingeniería y Tecnología.[15]

- 1 de octubre de 2015 - 30 de septiembre de 2017: elegida presidenta del Institute of Physics y de 1 de octubre de 2017 al 30 de septiembre de 2019.[16]